# Chris Lambert (Leichtathlet)
Christopher „Chris“ Patrick Lambert (* 6. April 1981 in Dulwich, London) ist ein ehemaliger britischer Leichtathlet, der sich auf den Sprint spezialisiert hat.

## Sportliche Laufbahn
Erste internationale Erfahrungen sammelte Chris Lambert im Jahr 1998, als er bei den Juniorenweltmeisterschaften in Annecy mit der britischen 4-mal-100-Meter-Staffel im Vorlauf disqualifiziert wurde. Im Jahr darauf gewann er bei den Junioreneuropameisterschaften in Riga in 20,67 s die Bronzemedaille im 200-Meter-Lauf und belegte mit der Staffel in 39,78 s den vierten Platz. 2001 gewann er bei der Sommer-Universiade in Peking in 10,38 s die Bronzemedaille im 100-Meter-Lauf hinter dem US-Amerikaner Marcus Brunson und Gennadi Tschernowol aus Kasachstan und über 200 Meter schied er mit 20,86 s im Halbfinale aus. Im Jahr darauf startete er für England bei den Commonwealth Games in Manchester und schied dort mit 21,02 s im Halbfinale aus. 2003 siegte er in 20,34 s über 200 Meter bei den U23-Europameisterschaften in Bydgoszcz und sicherte sich auch im Staffelbewerb in 39,31 s die Goldmedaille. Anschließend siegte er in 10,44 s über 100 Meter bei den Studentenweltspielen in Daegu. Im Jahr darauf nahm er über 200 Meter an den Olympischen Sommerspielen in Athen teil und kam dort in der ersten Runde nicht ins Ziel. 2005 gewann er bei den Halleneuropameisterschaften in Madrid in 20,69 s die Silbermedaille hinter dem Deutschen Tobias Unger und im Jahr darauf ging er bei den Commonwealth Games in Melbourne im Viertelfinale über 200 Meter nicht mehr an den Start. 2008 beendete er dann seine aktive sportliche Karriere im Alter von 27 Jahren.
2004 wurde Lambert britischer Meister im 200-Meter-Lauf im Freien sowie 2005 in der Halle.

## Persönliche Bestzeiten
- 100 Meter: 10,24 s (+1,6 m/s), 14. Juli 2001 in Birmingham
  - 60 Meter (Halle): 6,73 s, 9. Februar 2002 in Allston
- 200 Meter: 20,34 s (+0,7 m/s), 20. Juli 2003 in Bydgoszcz
  - 200 Meter (Halle): 20,69 s, 6. März 2005 in Madrid